# Президентски избори в САЩ (1984)
Президентските избори в САЩ през 1984 г. са 50-ата кампания за президентските избори в САЩ, които се провеждат на 6 ноември 1984 г. Президентът Роналд Рейгън, републиканският кандидат, побеждава бившия вицепрезидент Уолтър Мондейл, кандидатът на Демократическата партия.
Рейгън не среща опозиция в своята партия, и той заедно с вицепрезидентът Джордж Хърбърт Уокър Буш са лесно преизбрани.

## Кандидати

### Републикански кандидати
- Роналд Рейгън, президент на САЩ от Калифорния
- Харолд Стасен, бивш губернатор на Минесота
- Бен Фернандез, бившият посланик в Парагвай от Калифорния

### Първични избори
Рейгън – настоящия президент – е републиканският кандидат, а опозицията е минимална. Разпределението на гласовете е както следва:
- Роналд Рейгън – 6 484 987 (98,78%)
- Unpledged delegates – 55 458 (0,85%)
- Харолд Стасен – 12 749 (0,19%)
- Бенджамин Фернандез-202 (0.00)

Рейгън е преизбран с подкрепата на 2233 делегати (като двама отсъстват). Неговият заместник, Буш, е избран чрез широк консенсус, едновременно избран и от Рейгън. Това е последният път през 20 век, когато беше избран вицепрезидент от големите партии.

### Кандидати на демократите
- Уолтър Мондейл, вицепрезидент на САЩ и бивш сенатор от Минесота
- Гари Харт, сенатор от Колорадо
- Джеси Джексън, пастор от баптиската църква и активист за граждански права от Илинойс
- Джон Глен, сенатор от Охайо
- Джордж Макговърн, бивш сенатор и кандидат през 1972 г. от Южна Дакота[1]
- Рубен Ескио, бивш губернатор на Флорида
- Алън Кранстън, сенатор от Калифорния
- Ърнест Холингс, сенатор от Южна Каролина

### Първични избори
Само трима кандидати от Демократическата партия печелг първичните избори – Мондейл, Харт и Джексън. В началото на състезанието, сенаторът в Масачузетс Тед Кенеди, който не успява да спечели номинацията през 1980 г., се счита за водещ кандидат, до отхвърлянето на номинацията. След това Мондейл се смяташе за водещия кандидат. Мондейл бе подкрепен от много голям брой партийни лидери и набира повече пари от всеки друг кандидат. Но Джексън и Харт се оказват изненадващи и проблемни опоненти.

## Общи избори

### Изборна кампания
Мондейл работи с либерална платформа, която подкрепя замразяването на ядреното развитие и подкрепата за поправката за равни права. Той говори срещу несправедливостта на икономическата политика на Рейгън и необходимостта от намаляване на дефицита.